# Leek (Groninga)
Leek (en groningués: (De) Laik o De Lieke; en frisón, De Like) es un pueblo y un antiguo municipio de la provincia de Groninga al norte de los Países Bajos. El municipio tiene una superficie de 64,28 km², de los que 0,95 km² se encuentran ocupados por el agua. En octubre de 2014 contaba con una población de 19.546 habitantes.
Los núcleos de población que forman el municipio, además de Leek, donde se encuentra el ayuntamiento, son: Diepswal, Enumatil, Lettelbert, Midwolde, Oostwold, Tolbert en Zevenhuizen. En 1990 se incorporó además una parte de Boerakker, perteneciente a Marum.
Toma su nombre del arroyo Lek, en la frontera entre Groninga y Drente. Atraviesa el municipio el canal Leekster Hoofddiep al que se asoma la finca y casa fuerte de Nienoord, la mayor atracción turística del municipio, con el Museo Nacional del Transporte. En la población de Leek existe también un museo judío, situado en una antigua escuela hebraica y gestionado por la fundación Samuel Levi, que recuerda a los 71 judíos deportados durante la Segunda Guerra Mundial.

## Galería

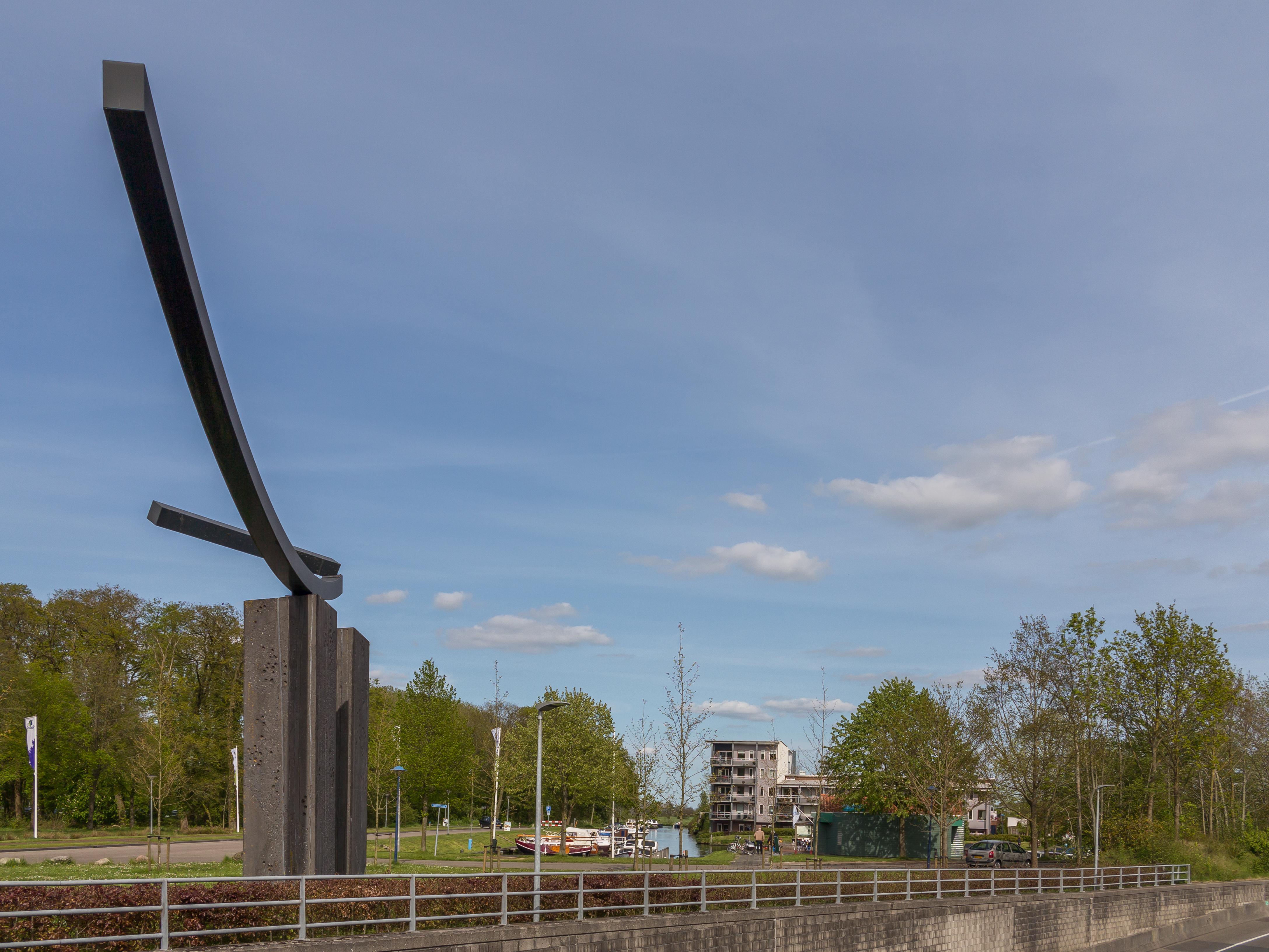
Leek, Het Teken (arte moderno en la calle)
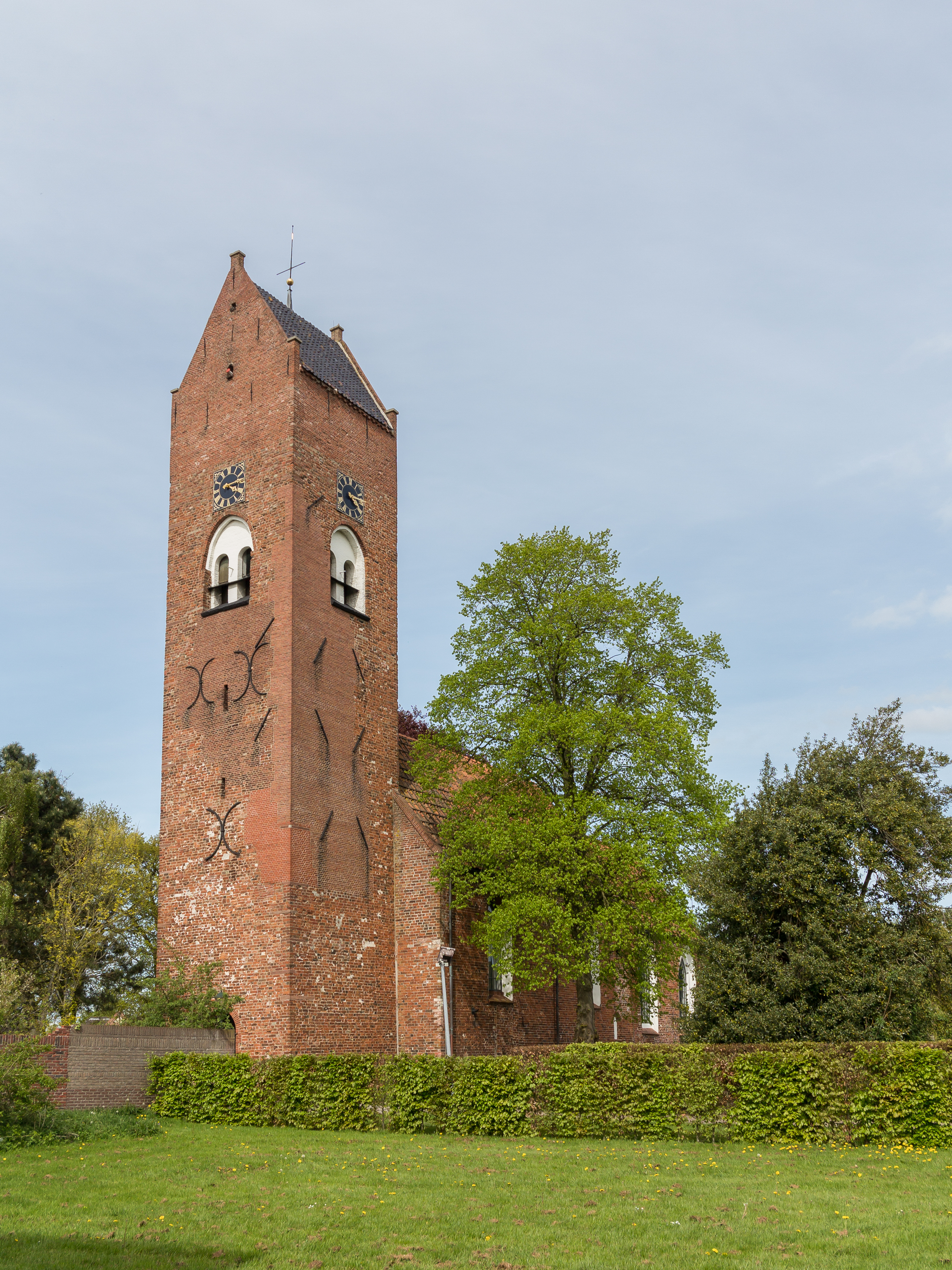
Tolbert, la iglesia protestante
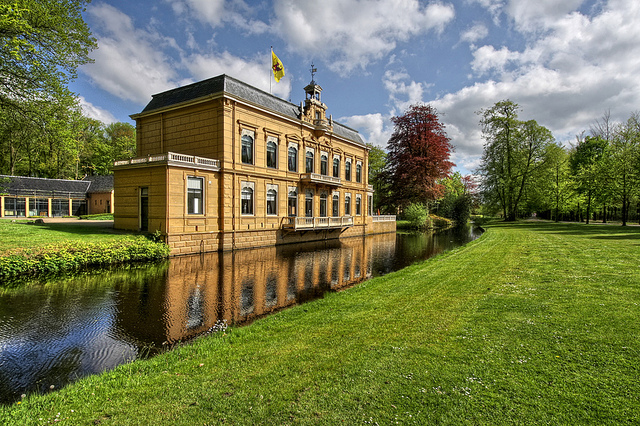
Nienoord.
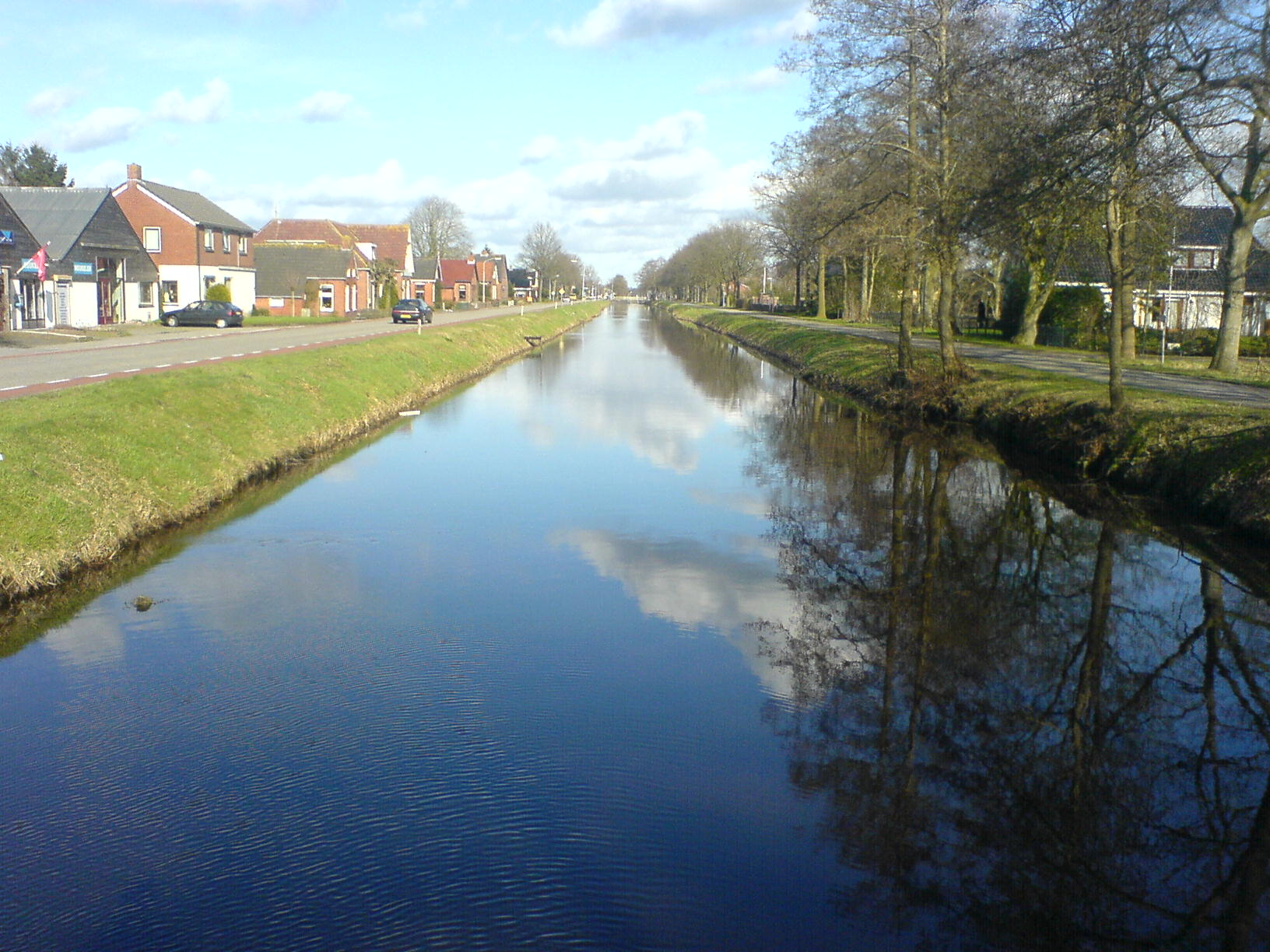
Canal Leekster Hoofddiep.
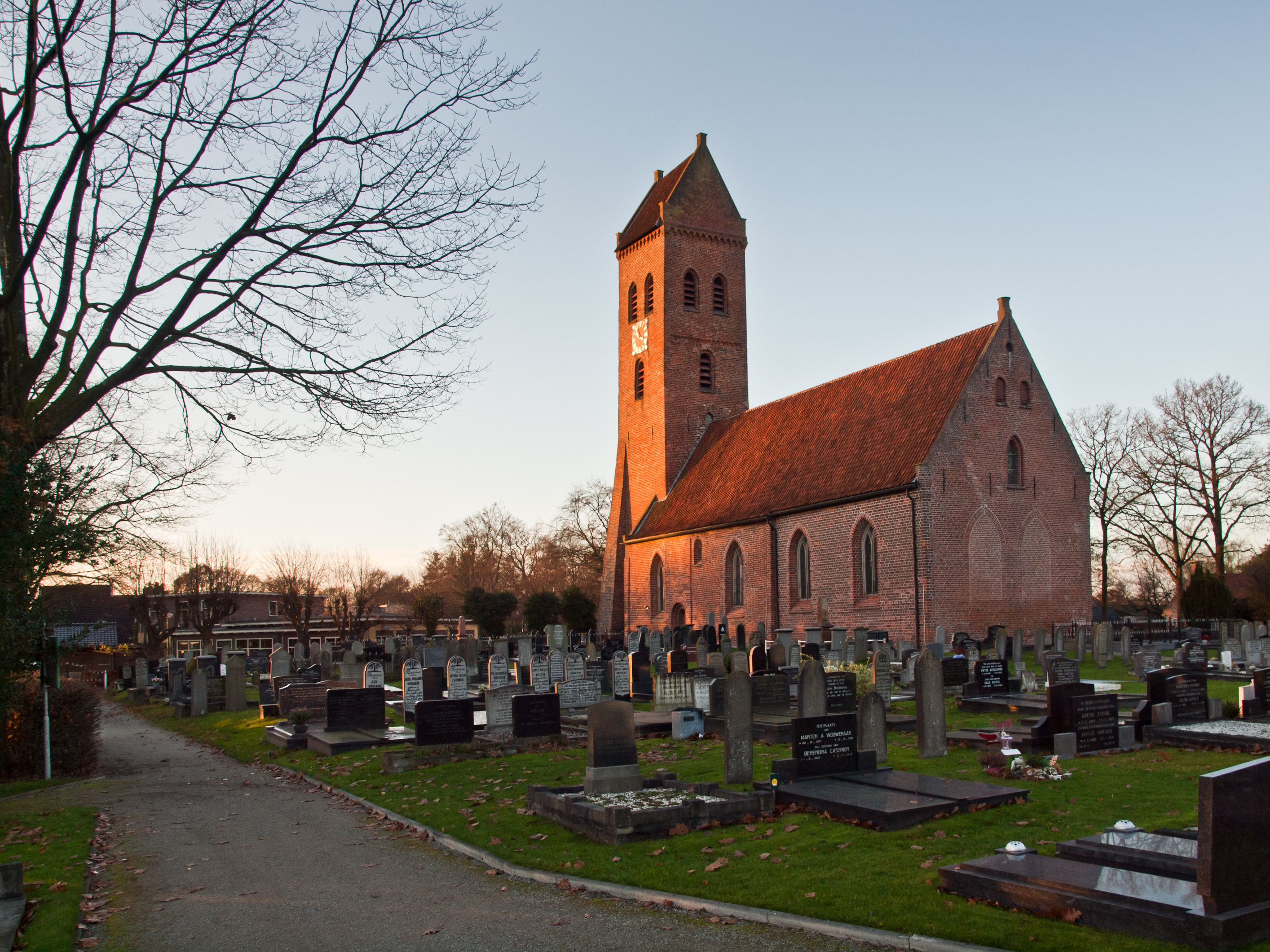
Midwolde
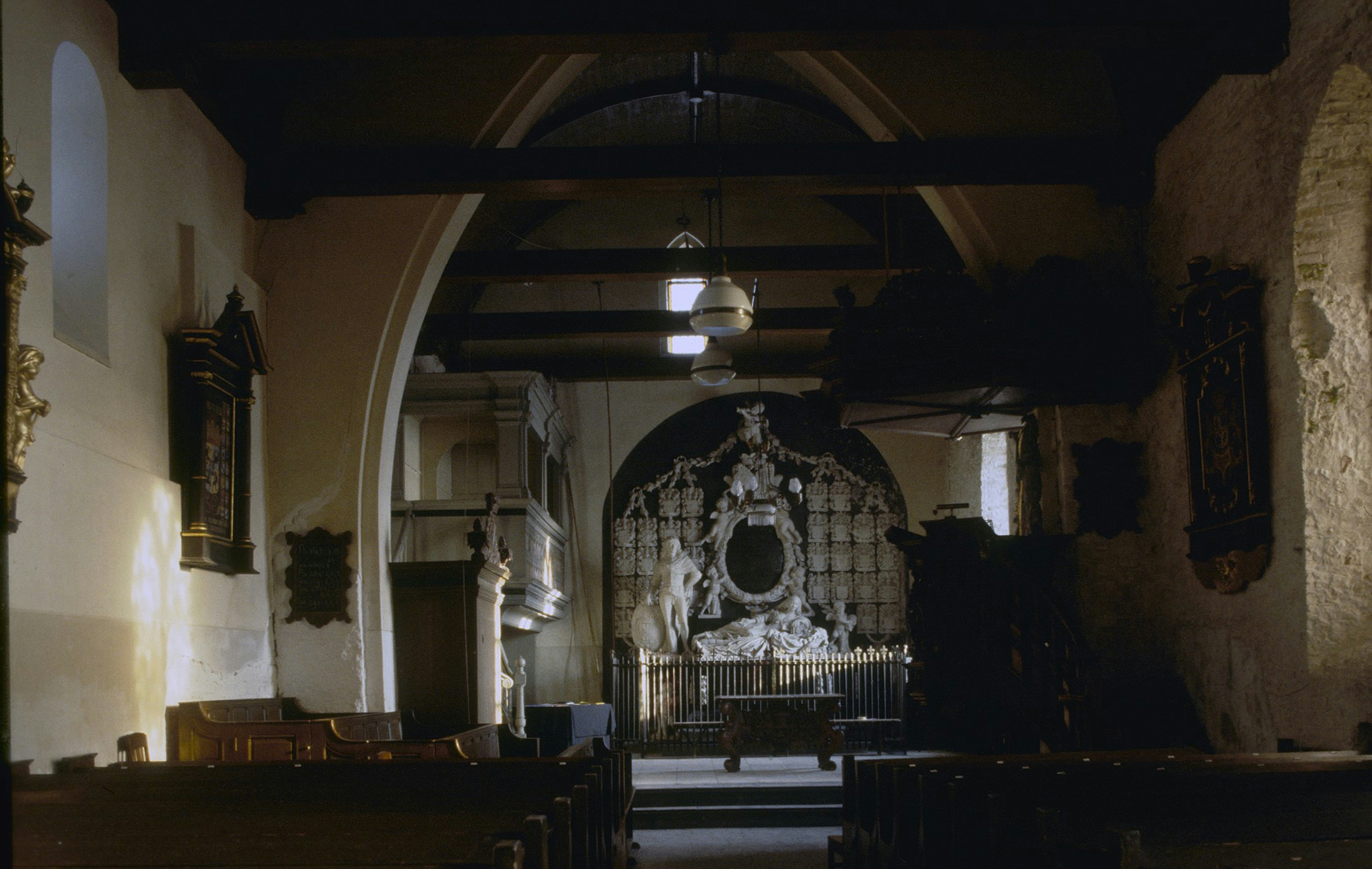
Interior de la iglesia reformada de Midwolde con el mausoleo de Anna van Ewsum (1665-1669) y Carel Hieronymus van Inn.